# Герсон, Войцех

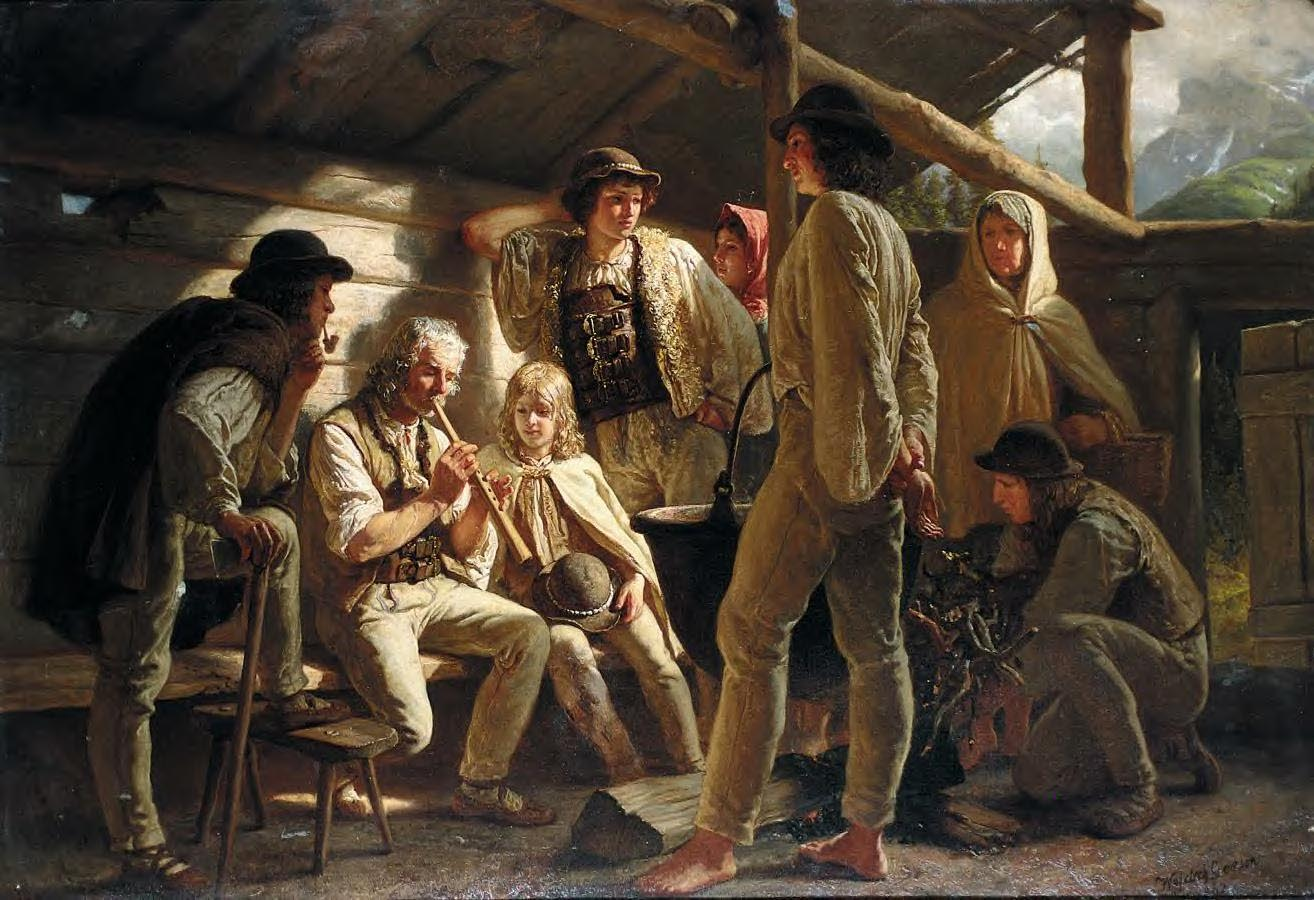
Пастуший концерт (1862)

Войцех Герсон (пол. Wojciech Gerson; 1 июля 1831, Варшава — 25 февраля 1901, там же) — польский художник-реалист, писатель, педагог, академик и профессор Императорской академии художеств.

## Биография
Герсон родился в Варшаве во время Польского восстания. Он поступил в Варшавскую школу изящных искусств в 1844 году и окончил с отличием в 1850 году. В 1853 году Герсон получил стипендию Царства Польского и провёл два года, изучая историческую живопись в Императорской академии художеств у Алексея Маркова. Он окончил Академию с серебряной медалью и вернулся в Варшаву в 1855 году. Он уехал в Париж в 1856 году и учился у Леона Конье. В 1858 году художник возвращается в Варшаву и занимается преподавательской деятельностью (1872—1896). Основной темой его произведений были горные пейзажи, городские зарисовки, историческая живопись.
Получил звание академика Императорской Академии художеств (1873) за картины «Кейстут и Витольд пленники Ягелло» и др. Получил звание профессора Академии художеств (1878) за картину «Коперник излагает свою систему астрономии».
Наибольший вклад в польское художественное искусство В. Герсон внёс как график и создатель исторических полотен. Ему принадлежат литографии видов Варшавы, польских народных костюмов, иллюстрации к изданию «Польские гетманы». Среди его картин на историческую тему следует отметить «Крещение сквозь слёзы», «Казимир Восстановитель», «Коперник в Риме», «Маркграф Геро и славяне», «Прощание Яна Собеского с семьёй» и др.
Является также автором ряда литературных и теоретических работ — биографии художника Йозефа Зимлера, учебника по анатомии для художников; перевёл на польский язык «Трактат о живописи» Леонардо да Винчи.
С 1898 по 1901 год В. Герсон являлся президентом Коллегии костёлов.

## Педагогическая деятельность
Преподавал рисунок и живопись в варшавском Классе рисования. Среди учеников мастера были такие живописцы, как Юзеф Хелмоньский, Людвиг Веселовский, Леон Вычулковский, Богдан Клечинский, Аполлоний Киндзерский, Станислав Ленц, Владислав Подковиньский, Юзеф Панкевич, Людомир Бенедыктович, Вацлав Ходковский, Элигиуш Невядомский, Альфред Ковальский-Веруш, Леопольд Пилиховский, С. Помян Вольский, Эдвард Окунь, Ян Станиславский, Казимир Алхимович, Станислав Багеньский, Анна Билинская, Милош Котарбинский, Генрих Вейсенгоф, Винсент Водзиновский, Стефан Поповский, Станислав Чайковский и многие другие.

## Потомки
Его дочь Мария Герсон-Домбровска была польской писательницей и художницей, женой Игнацы Домбровского, польского романиста.
Правнуком Герсона был Михал Витвицки, архитектор, реставратор исторических зданий.
Похоронен на лютеранском кладбище Варшавы.

## Галерея

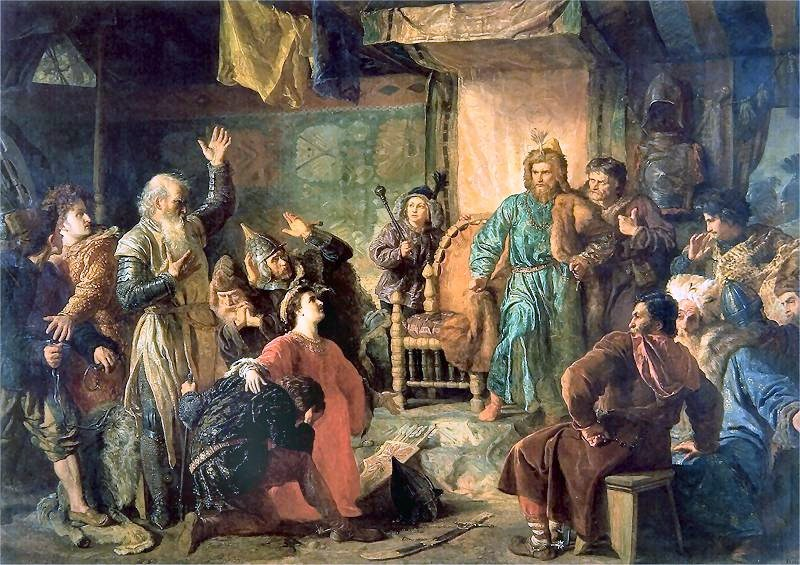
Кейстут и Витовт в плену у Ягайло (1873)
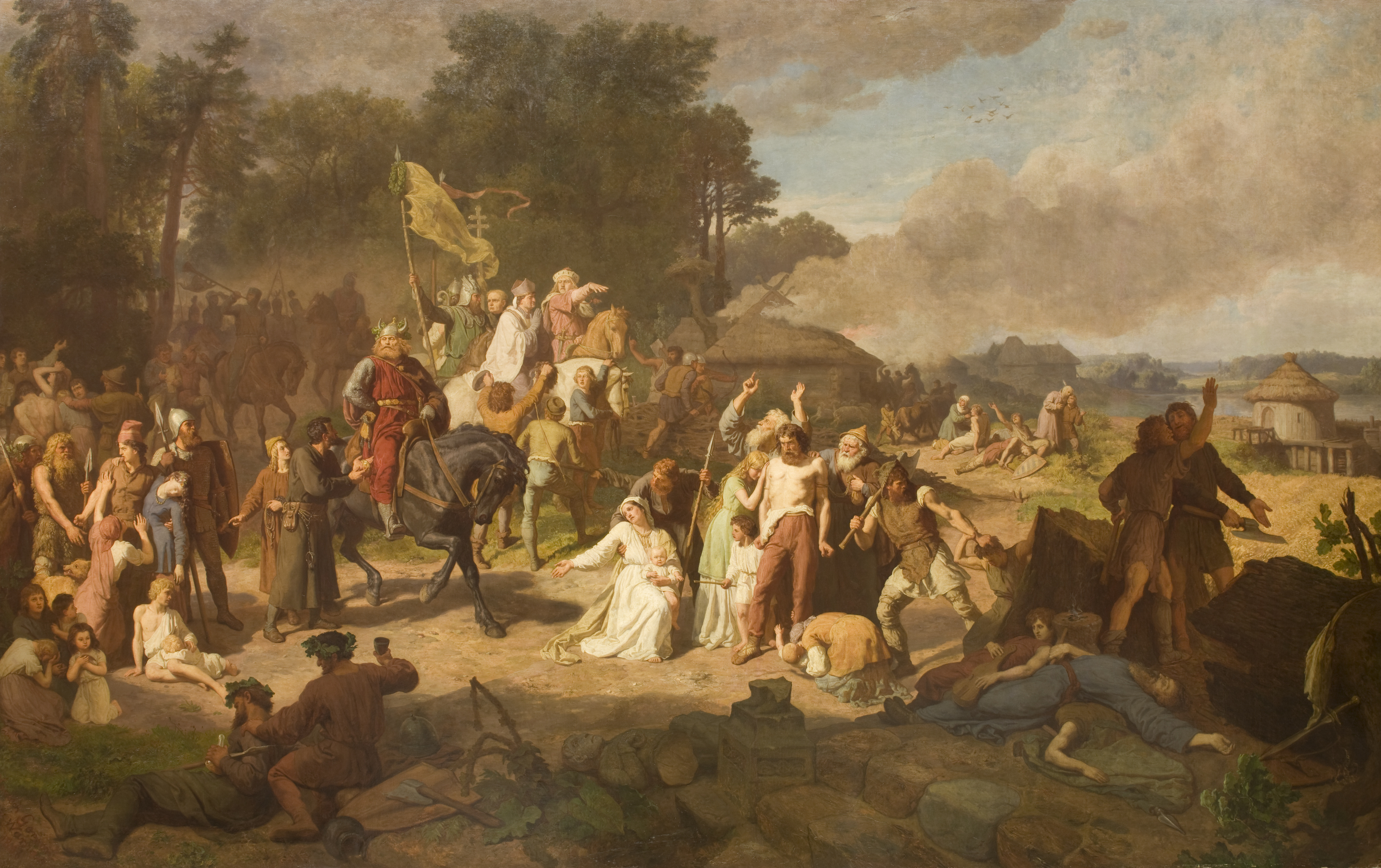
«Крещение сквозь слёзы» (1866)
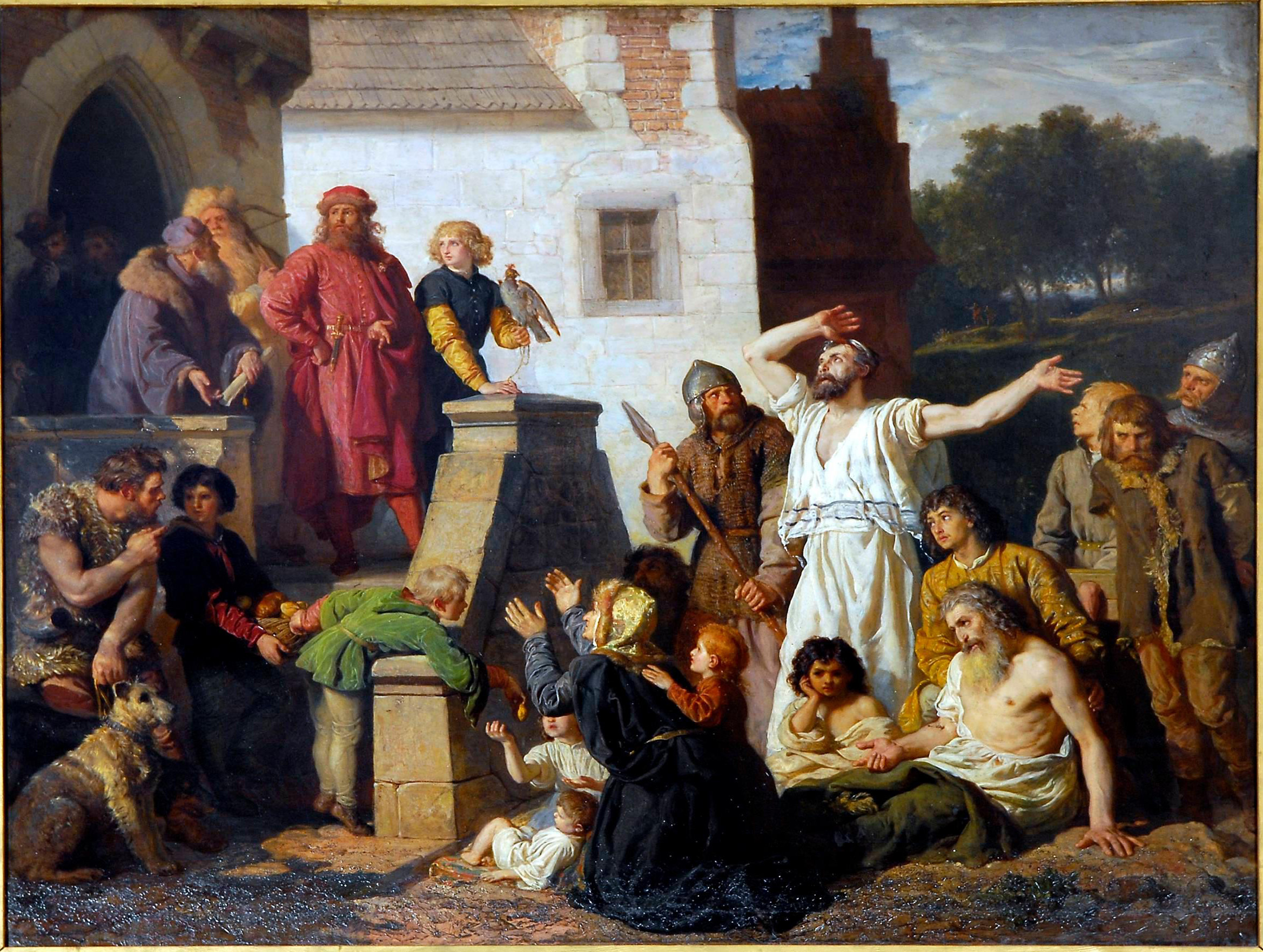
Казимир Великий и евреи, молящие принять их в Польше (1874)
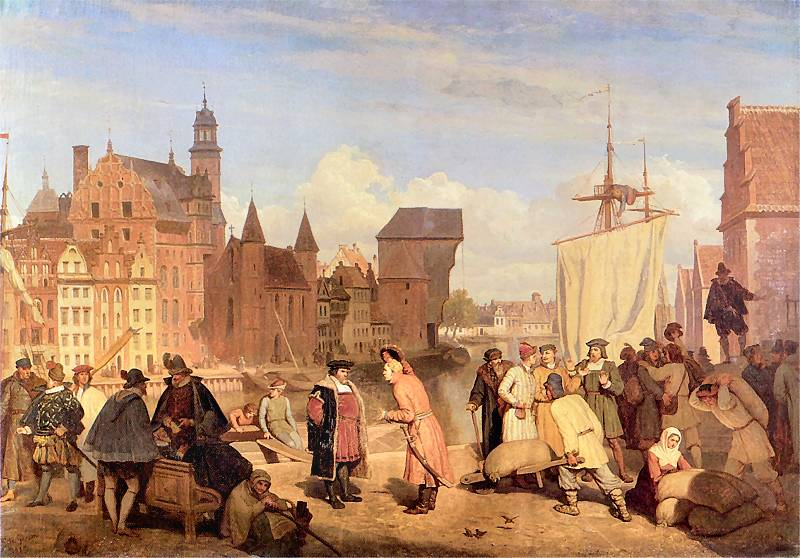
Гданьск в XVII веке (1865)
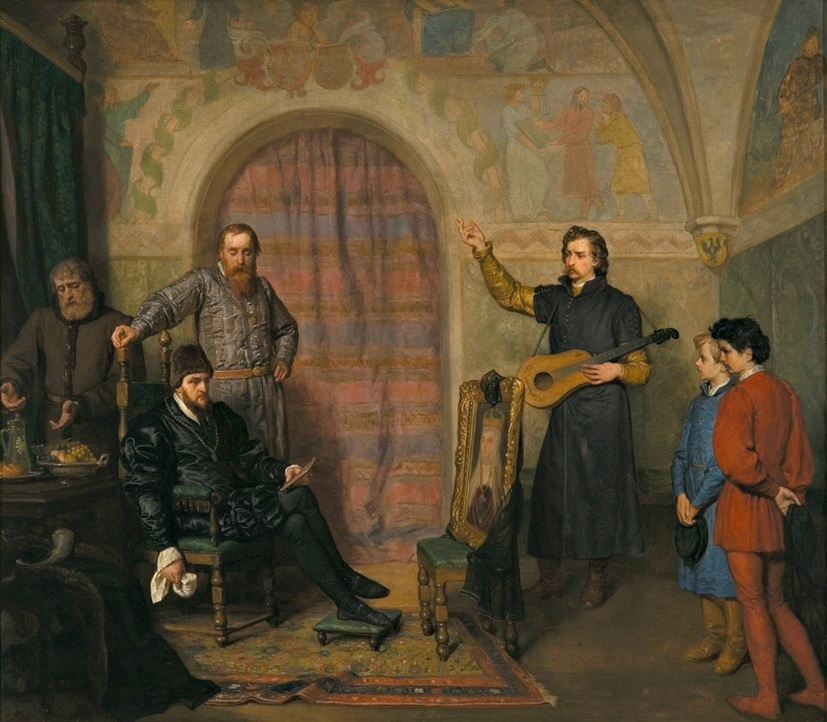
Овдовевший Сигизмунд Август (1866)
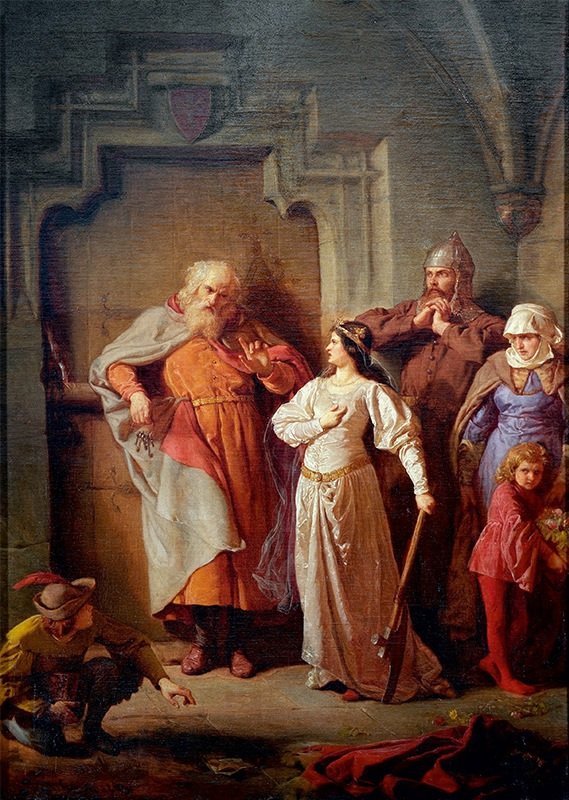
Димитр из Горая и королева Ядвига (1869)
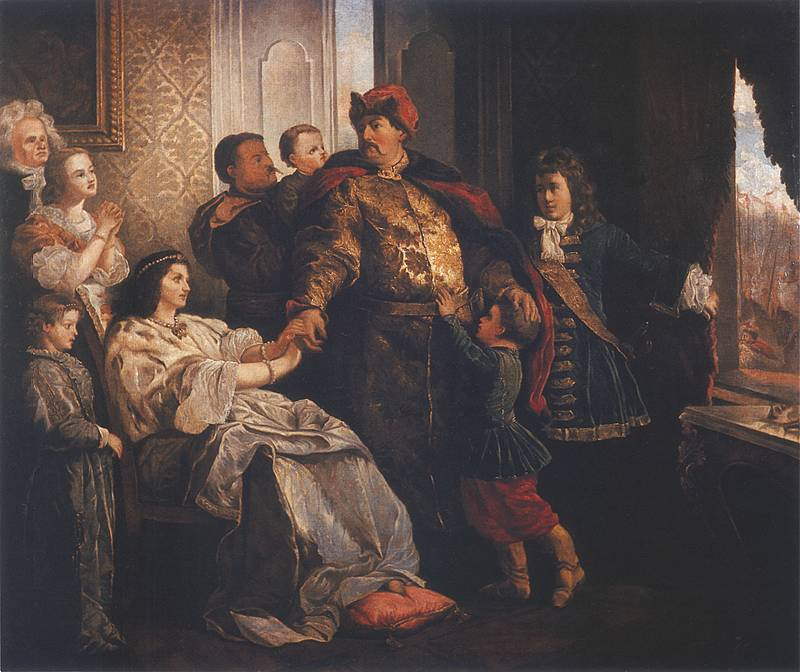
Прощание Яна III Собеского с семьёй (1882)
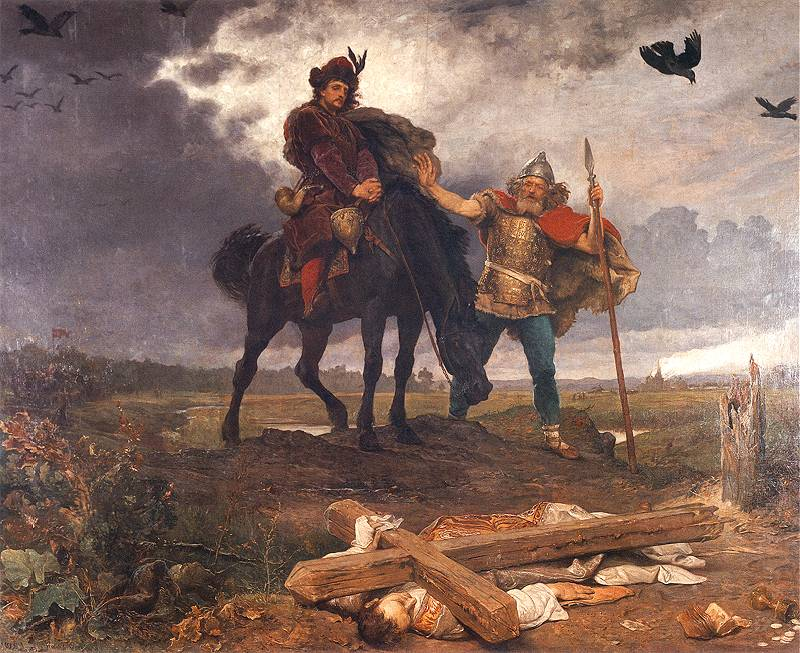
Казимир Восстановитель (1887)
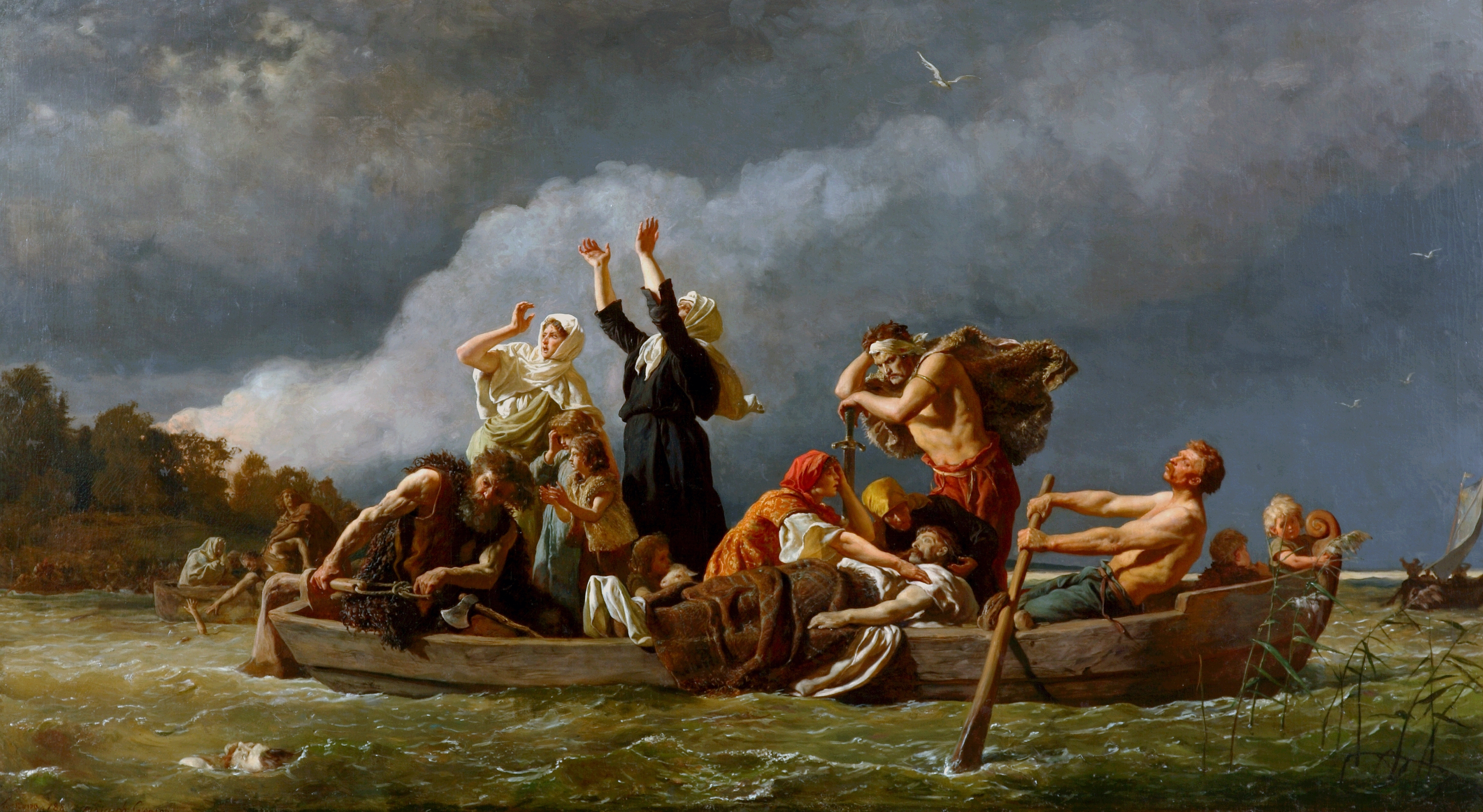
«Лишённые земли». Поморяне, ушедшие в море под натиском немцев (1888)
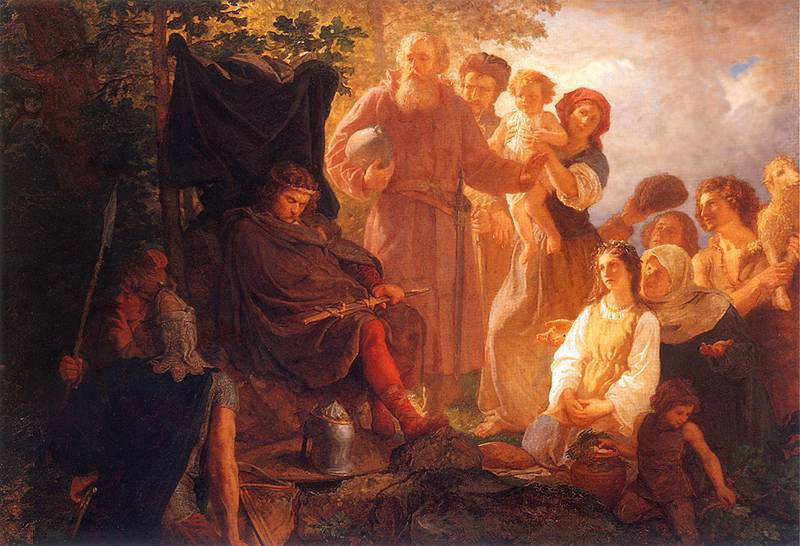
Владислав Локетек в изгнании (1889)
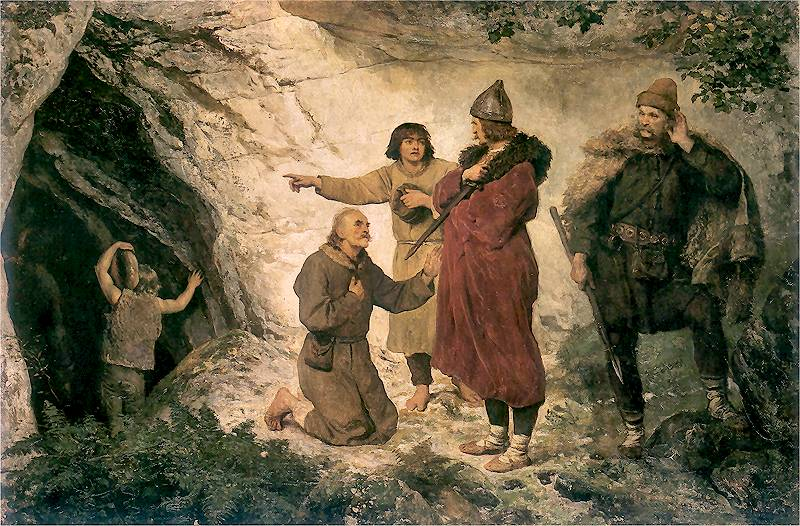
Владислав Локетек под Ойцовом (1890)
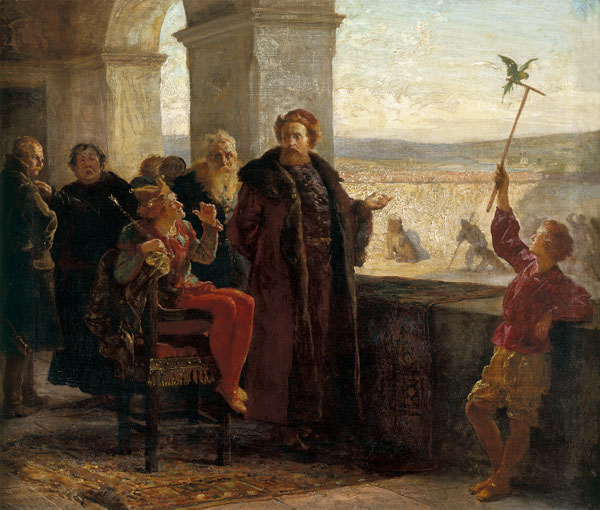
Сигизмунд Старый и Станчик в Вавеле (1895)